# Пам'ятник жертвам ОУН-УПА (Луганськ)
Пам'ятник жертвам ОУН-УПА — пам'ятник, розташований на вулиці Челюскінців поблизу площі Героїв Великої Вітчизняної війни у місті Луганську.

## Поява
За легендою пам'ятник був відкритий «для луганчан, загиблих від рук націоналістичних карателів з ОУН-УПА». Ініціатива встановлення пам'ятника походила від депутата Луганської міської ради Арсена Клінчаєва, засновника «Музею жертв Помаранчевої революції». Як стверджує цей місцевий політик, меморіал необхідний для того, щоб кожен дізнався про злочини ОУН і УПА, які нібито «діяли більш по-звірячому, ніж фашисти». Під час закладення каменю під майбутній пам'ятник, на якому було прикріплено плакат із зображенням голуба пронизаного мечем зі свастикою Клінчаєв заявив таке: «Школярі приходитимуть до меморіалу <…>, і ми будемо розповідати про молодих бійців гвардії, про жертви ОУН-УПА, і про справжніх ветеранів Великої Вітчизняної війни <…> Молодь повинна знати реальний стан справ навіть після декількох поколінь». Камінь під будівництво пам'ятника був закладений біля дитячого майданчика у сквері Молодої гвардії.
На відкритті аналогічного пам'ятника у місті Сватовому Луганської області, заступник міського голови Луганська Євген Харін заявив: «Війна не закінчилася, війна триває. Жорстока й брудна. За душі наших дітей і онуків, чиї батьки й діди лежать у могилах».
Сам пам'ятник був подарований територіальній громаді міста Луганська Луганською обласною молодіжною організацією «Спілки молоді регіонів України» та Всеукраїнською громадською молодіжною організацією «Молода Гвардія» і відкритий 8 травня 2010 року на вулиці Челюснкінців поблизу площі Героїв Великої вітчизняної війни.
Виготовлення пам'ятника скульптором Миколою Можаєвим у співавторстві з головою Луганської обласної державної адміністрації Валерієм Голенком і колишнім головою Луганської обласної ради Віктором Тихоновим оплатила Луганська обласна молодіжна організація «Спілка молоді регіонів України» у сумі близько 1,5 млн грн.

## Церемонія відкриття
У церемонії відкриття пам'ятника взяли участь заступник голови Партії регіонів, голова фракції Партії регіонів у Верховній Раді України, колишній голова Луганської обласної державної адміністрації, народний депутат Олександр Єфремов, віце-прем'єр України, колишній голова Луганської обласної ради Віктор Тихонов, депутат Державної Думи Російської Федерації Костянтин Затулін, голова Луганської обласної державної адміністрації Валерій Голенко, міський голова Луганська Сергій Кравченко. Наприкінці церемонії відкриття пам'ятник був освячений православними священиками.

## Громадська думка
З часу проголошення ініціативи про встановлення пам'ятника він перетворився на предмет зіткнення у суспільстві. 23 квітня 2008 року під час закладення каменя на місці майбутнього встановлення пам'ятника сталася сутичка між ініціаторами і противниками встановлення пам'ятника — представниками Луганської обласної організації ВО «Свобода». У висліді монументальне проголошення ініціативи не простояло і доби.
Після встановлення і відкриття 8 травня 2010 року провокаційного пам'ятника шерег луганських громадських організацій і представництв політичних партій звернулися до властей з вимогою розслідування ситуації щодо його встановлення і негайного демонтажу.

## Опис
Монумент складається з фігур жінки, до якої тягне руки дитина і чоловіка, руки якого перев'язані мотузкою. На пам'ятнику в супроводі п'ятикутної зірки вміщена інскрипція: «Правда забуттю не підлягає». Ще одна інскрипція, вміщена на постаменті, сповіщає: «Жителям Луганщини, які полягли від рук карателів-націоналістів з ОУН-УПА 1943—1956 рр.». Під нею викарбувано 18 прізвищ.